# Антонівка (Дніпропетровська область)
Анто́нівка — село в Україні, у Солонянській селищній територіальній громаді Дніпровського району Дніпропетровської області. Станом на 2021 рік населення — 37 мешканців.

## Географія
Село Антонівка розташоване на березі річки Суха Сура, яка через 4 км впадає в річку Мокра Сура, вище за течією примикає село Василівка. Річка в цьому місці пересихає, на ній зроблено кілька загат. Поруч проходить автомобільна дорога Н08.

## Історія
1989 року за переписом у селі Антонівка Дніпропетровського і Солонянського районів мешкало приблизно 510 осіб.

## Населення

### Мова
Розподіл населення за рідною мовою за даними перепису 2001 року:
| Мова       | Кількість | Відсоток |
| ---------- | --------- | -------- |
| українська | 61        | 92.42%   |
| російська  | 5         | 7.58%    |
| Усього     | 66        | 100%     |

## Інтернет-посилання
- Погода в селі Антонівка [Архівовано 21 грудня 2011 у Wayback Machine.]